# Účtovací stroj

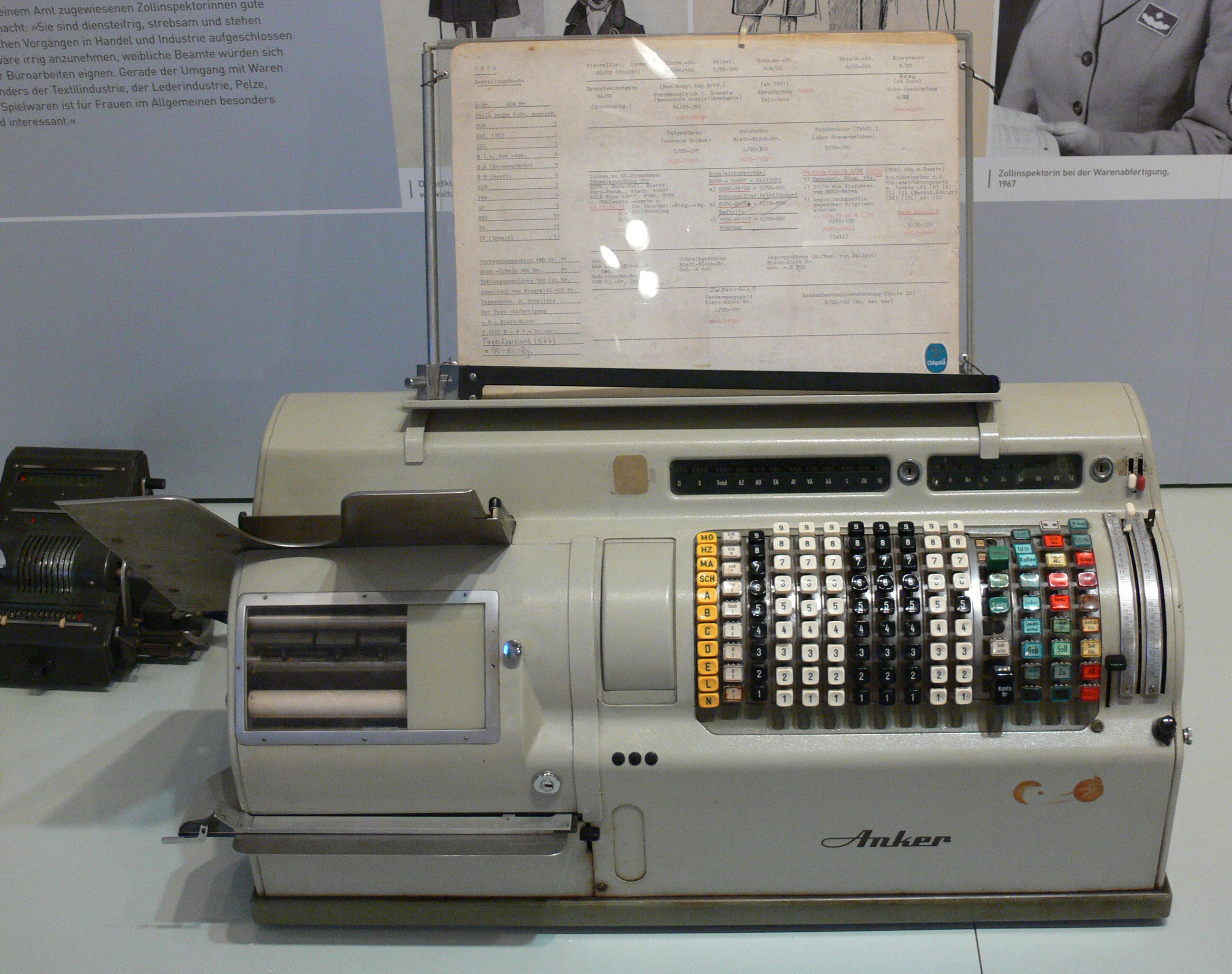
Účtovací stroj Anker

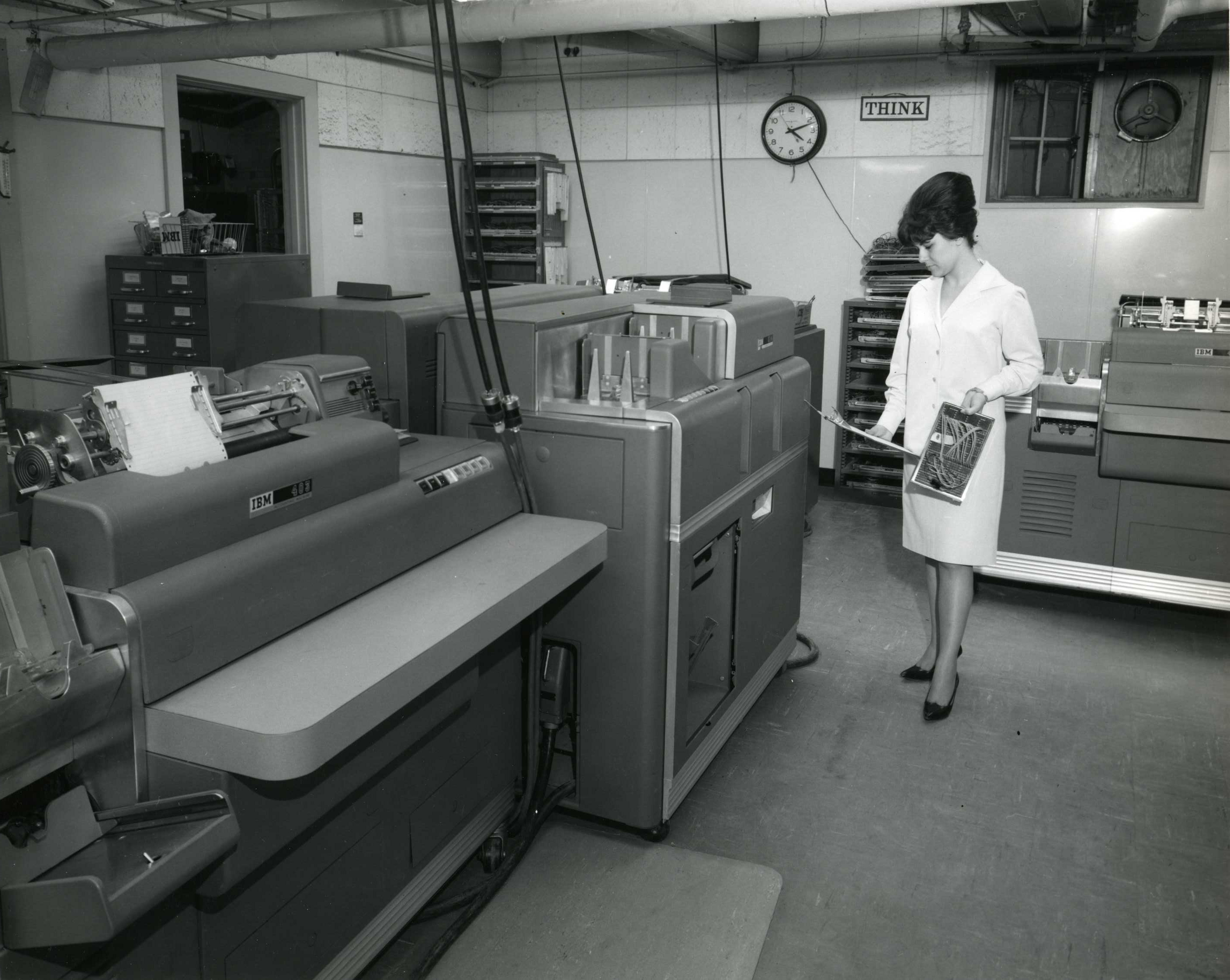
Tabelátor IBM 403

Účtovací stroj je mechanický kalkulátor, doplněný o tiskací zařízení. Vyráběly se od počátku 20. století až do příchodu levných počítačů a používaly hlavně v účetnictví a bankovnictví. Různé varianty sloužily zejména pro účtování, fakturování, zpracování mezd, skladových evidencí a podobně. Pozdější verze byly doplněny o elektrický pohon a někdy kombinovány s elektrickým psacím strojem.
Na účtovací stroje od 30. let 20. století navázaly tabelátory, složitější výpočetní stroje, původně vyvinuté pro zpracování sčítání lidu v USA. Pracovaly s děrnými štítky a umožňovaly i složitější výpočty, které bylo možno ručně programovat pomocí propojovacích kablíků. Na výrobě tabelátorů a děrnoštítkových zařízení vyrostla firma IBM a staly se tak přechodem k elektronickým počítačům. V Česku je vyráběly pobočky firem IBM a Powers, po roce 1950 Aritma v Praze-Vokovicích.